# Estación de La Gudiña
La Gudiña (en gallego, y oficialmente según Adif, A Gudiña) es una estación ferroviaria situada en el municipio español de La Gudiña, en la provincia de Orense, comunidad autónoma de Galicia. Desde el 21 de diciembre de 2021, cuando se inauguró la estación de La Gudiña-Porta de Galicia, esta estación no cuenta con servicios de viajeros.

## Situación ferroviaria
La estación se encuentra en el punto kilométrico 156,637 de la línea férrea de ancho ibérico que une Zamora con La Coruña a 978 metros de altitud, entre las estaciones de La Mezquita-Villavieja y Villarino de Conso-La Capilla. El tramo es de vía única y está sin electrificar.

## Historia
La voluntad de unir Madrid, vía Medina del Campo con Vigo por el camino más corto posible es antigua y apareció plasmada en algunos anteproyectos como el de 1864. Sin embargo, el mismo descartaba dicha posibilidad al considerar que suponía "dificultades enormísimas" que superaban incluso "los de la bajada del puerto de Pajares en el ferrocarril de Asturias". Es por ello, que la estación no fue inaugurada hasta el 1 de julio de 1957 con la puesta en marcha del tramo Orense – Puebla de Sanabria de la línea Zamora-La Coruña vía Orense. Su explotación inicial quedó a cargo de RENFE cuyo nacimiento se había producido en 1941. 
Entre 1970 y 1978 había un tráfico de 800 expediciones de Paquete exprés, 20 vagones de mercancías en régimen de TIDE y 11 vagones de salidas, vagones de ganado, abono, harina, postales, etc. Efectuaban parada los expresos Rías Altas Madrid-Coruña y Rías Bajas Madrid-Vigo. Se recibían unas 10 cajas de pescado diarias. Fue estación base de la renovación de vía y C.T.C. de Puebla Sanabria a Orense.
Desde el 31 de diciembre de 2004 Renfe Operadora explota la línea mientras que Adif es la titular de las instalaciones ferroviarias.

## La estación
Como muchas de las estaciones de este tramo la estación ha sido edificada en piedra. Posee dos pisos y tejado de varias vertientes de teja. La planta baja cuenta con una galería que adornan tres arcos. Dispone de dos andenes, uno lateral y otro central, al que acceden tres vías. Los cambios de andén se realizan a nivel. Más vías completan el recinto.
En el embarcadero de ovino se cargaban vagones de ganado procedentes de la frontera portuguesa. Está situado en la vía 7, como la báscula. Disponía de una grúa habilitada para 50 Tm.

## Servicios ferroviarios
La estación estaba servida por trenes de Larga y Media Distancia. Los primeros servicios en suprimirse fue el tren diario por sentido de Media Distancia, operado por Renfe y comercializado como MD, que conectaba las estaciones de Orense y Puebla de Sanabria y pertenecía a la línea 2 (Santiago de Compostela - Orense - Puebla de Sanabria) de la red de Media Distancia. Los servicios entre Orense y Puebla de Sanabria fueron suprimidos el 23 de junio de 2013, dentro de un plan de racionalización de servicios ferroviarios que acabó con la Obligación de Servicio Público.
Posteriormente, el 21 de diciembre de 2021, todos los trenes Alvia de Larga Distancia entre Madrid/Levante y Galicia que tenían parada en la estación fueron desviados por la línea de alta velocidad Madrid-Olmedo-Galicia, al inaugurarse el tramo Pedralba-Ourense, efectuando parada en la estación de La Gudiña-Porta de Galicia. Desde ese momento, la estación carece de servicios ferroviarios de pasajeros.